# 山口県立豊浦高等学校
山口県立豊浦高等学校（やまぐちけんりつ とよらこうとうがっこう）は、山口県下関市長府宮崎町に所在する公立高等学校。
高校名の「とよら」は地域名であり、穴門豊浦宮（あなとのとゆらのみや）に由来とすると言われている。2003年（平成15年）までは男子校であった。

## 設置学科
- 普通科

## 沿革
- 1792年5月 - 長府藩毛利匡芳、長府侍町に藩校敬業館を設立
- 1862年 - 藩士福田扇馬、家塾桜柳亭を設立
- 1864年 - 藩士熊野直介が中心となり、集童場を設立

- 1865年 - 集童場を敬業館に吸収合
- 1875年 - 豊浦学舎を侍町元御客屋跡に創設
- 1880年6月 - 県立豊浦中学校と改める
- 1884年2月 - 山口中学校豊浦分校と改称
- 1901年5月 - 山口県立豊浦中学校と改称
- 1923年4月 - 山口県立長府中学校と改められる
- 1931年7月 - 山口県立豊浦中学校に校名が復旧する
- 1948年4月 - 新教育制度により山口県立豊浦高等学校となる
- 1949年4月 - 長府女子高等学校と統合し、山口県立下関東高等学校と改称
- 1951年4月 - 定時制王喜、東部分校を厚狭高、下関西高から本校に移管
- 1953年3月 - 定時制東部分校を廃止
- 1954年4月 - 下関東高等学校を解消、長府高等学校と分離し、山口県立豊浦高等学校と改称
- 1967年3月 - 王喜分校を廃止し、本校のみの学校となる
- 1999年10月 - 創立100周年記念事業
- 2003年4月 - 男女共学となる
- 2005年4月 - 新校舎完成
- 2005年12月 - 体操場・卓球練習場（第二体育館）が完成

## 制服と昼食方法
- 男子：男子校時代から継続しており、金ボタン5個の黒詰襟学生服（標準型学生服）、学帽あり
- 女子：紺のブレザー、白ブラウスに棒ネクタイ、夏は青のチェックのスカート。
- 男子校時代から食堂も設置。

## 進学状況
毎年国公立大には20 - 30人前後が合格している。その内でも旧帝国大にも数人合格する。また私立大への進学者も多い。

## 部活動

### 運動部
- 男子バスケットボール部・男女陸上部・男女体操部・男女レスリング部などは県内では強豪校の一つとして知られている。
- 硬式野球部 - 甲子園出場回数は以下。
  - 選抜（春）2回、選手権（夏）3回
1919年夏（第5回、山口県の学校では甲子園初出場）
1953年夏（第35回、下関東時代）
1962年春（第34回）
1979年夏（第61回、甲子園初勝利）
1997年春（第69回、開幕試合）

## 著名な出身者
太字は故人

### 政治
- 乃木希典（元帥、陸軍大将）
- 伊藤文吉（貴族院議員、農商務官僚出身）
- 粟屋謙（文部次官）
- 湯浅倉平（宮内大臣、会計検査院長、内務次官）
- 藤井五一郎（公安調査庁長官、大審院判事、東京地裁判事〈血盟団事件〉）
- 坂本実（衆議院議員）
- 江藤智（参議院議員、運輸大臣）
- 江島淳（参議院議員、国鉄広島鉄道管理局長）
- 林義郎（厚生大臣、大蔵大臣、通産官僚出身）
- 名井良三（外交官、アンゴラ駐箚特命全権大使）
- 越智繁雄（国土交通技官、元国土地理院長、元国土交通省関東地方整備局長）

### 経済
- 瀧川辨三（東洋燐寸社長、兵庫・滝川高校創設者）
- 八尋俊邦（中退）（三井物産会長）
- 梅崎利秋（新京成電鉄社長）
- 河村喜典（三共社長）
- 苅田知英（中国電力代表取締役社長）

### 文学
- 兼崎地橙孫（私立興風中学（現在の山口県立小野田高等学校）へ転校）
- 赤江瀑（学区制施行(1949年)のため山口県立田部高等学校へ転校）

### マスコミ
- 山際澄夫（ジャーナリスト）[要出典]
- 井原陽介（NHK大阪放送局アナウンサー）
- 和田安生（KBC九州朝日放送元アナウンサー）
- 井川弘宜（YAB山口朝日放送アナウンサー）

### 芸能界
- 細川俊之（俳優）
- 波田陽区（お笑いタレント）
- まちゃあき（ダンサー）
- 松本大卒（タレント）
- 松井薫平(俳優)

### 映画・音楽
- 織田浩司（オリタ・ノボッタ）（サックス奏者・米米CLUBメンバー）
- 河合わかば（トロンボーン奏者・米米CLUB・クレイジーケンバンドメンバー）
- 須藤久（映画監督、中退）
- 小池要之助（映画監督）
- 佐々部清（映画監督）
- 和田薫（作曲家）
- 山野辺一記（アニメーション脚本家）

### 教育界
- 阿部宗孝（満州国吉林師道大学学長、東京府立六中初代校長）
- 木村男也（東北大学病理学講座初代教授、医学部長）
- 青木正児（東北大学教授　京都大学教授　山口大学教授　立命館大学名誉教授　学士院会員）
- 山岡憲二（九州大学医学部教授、学士院会員）
- 福士政一（日本医科大学教授、いれずみ研究）
- 松山基範（地球物理学者・山口大学初代学長）
- 田岡良一（京都大学名誉教授・国際法）
- 入江啓四郎（成蹊大学政治経済学部長・国際法）
- 岡沢秀虎（早稲田大学教授・ロシア文学）
- 町野碩夫（鹿児島大学医学部長、学長）
- 向井輝美（九州大学教授、集団遺伝学）
- 佐藤泰正（元梅光女学院大学学長、梅光学院大学客員教授、国文学）
- 海原徹（元京都学園大学学長、京都大学名誉教授、教育史）
- 池田啓（兵庫県立大学教授、コウノトリの郷公園研究部長）
- 門屋光昭（盛岡大学文学部長）
- 井上泰山（関西大学教授、中国文学）
- 竹本孝弘（東京海洋大学教授）
- 杉山崇（神奈川大学教授・心理学、心理相談センター所長）

### スポーツ
- 戸倉勝城（プロ野球選手）
- 石田光彦（プロ野球選手）
- 中川和之 - プロバスケットボール選手（高松ファイブアローズ所属）：2001年卒業
- 永見武司（パ・リーグ前審判部長）
- 花原勉（アマチュアレスリング選手、金メダリスト）
- 切田潤二（競艇選手）
- 中村功平（プロバスケットボール選手）
- 青野南美（柔道選手）